# Шеєвщино
Шеєвщино (рос. Шеевщино) — село в Сурському районі Ульяновської області Російської Федерації.
Населення становить 218 осіб. Входить до складу муніципального утворення Хмелевське сільське поселення.

## Історія
Від 2004 року входить до складу муніципального утворення Хмелевське сільське поселення.

## Населення
| 2010 |
| ---- |
| 218  |